# Řád za vojenské zásluhy (Severní Makedonie)
Řád za vojenské zásluhy (makedonsky Орденот за воени заслуги) je státní vyznamenání Severní Makedonie založené roku 2002. Udílen je za odvahu a za zásluhy v oblasti národní obrany a bezpečnosti.

## Historie a pravidla udílení
Řád byl založen dne 27. června 2002. Udílen je příslušníkům bezpečnostních sil Severní Makedonie a důstojníkům za mimořádné úspěchy při organizování a velení ozbrojeným silám během války i míru, při budování a posilování obranyschopnosti republiky, při velení bezpečnostním silám a vojenským jednotkám nebo institucím během akcí, které přispívají k úspěšné a účinné obraně nezávislosti, bezpečnosti a územní celistvosti republiky. Udílen je také za zvláštní odvahu či zásluhy policistům, vojákům, policejním či vojenským jednotkám, velitelským formacím a institucím, které svým příkladem a dovednosti při velení vytvářejí podmínky pro dosažení mimořádně dobrého úspěchu nebo se vyznačují vyššími schopnostmi, které slouží jako vzor ostatním důstojníkům a vojákům, jakož i civilistům sloužícím v ozbrojených silách. Udílen je také vojenským a policejním jednotkám za mnoho let úspěšné existence a za dosahování zvláštních výsledků ve vývoji a posilování bezpečnostních sil a ozbrojených sil Makedonie a příslušníkům zahraničních ozbrojených sil za zvláštní přínos k úspěšné realizaci a rozvoji vztahů a spolupráce mezi ozbrojenými silami jejich země a makedonskými ozbrojenými silami.

## Insignie
Řádový odznak má tvar osmicípé červeně smaltované hvězdy. Cípy hvězdy jsou propleteny stříbrným dubovým věncem. Uprostřed je kulatý medailon. Přechodový prvek má tvar zkřížených mečů s dubovými listy. Na zadní straně je vyraženo sériové číslo, punc dokládající ryzost kovu a značka výrobce.
Stuha z hedvábného moaré je bílá na obou okrajích lemovaná širším červeným proužkem, který je na obou stranách lemován úzkými žlutými proužky.